# Palazzo da Mula
Le Palazzo da Mula est un bâtiment historique situé sur l'île de Murano, à Venise.

## Histoire et description

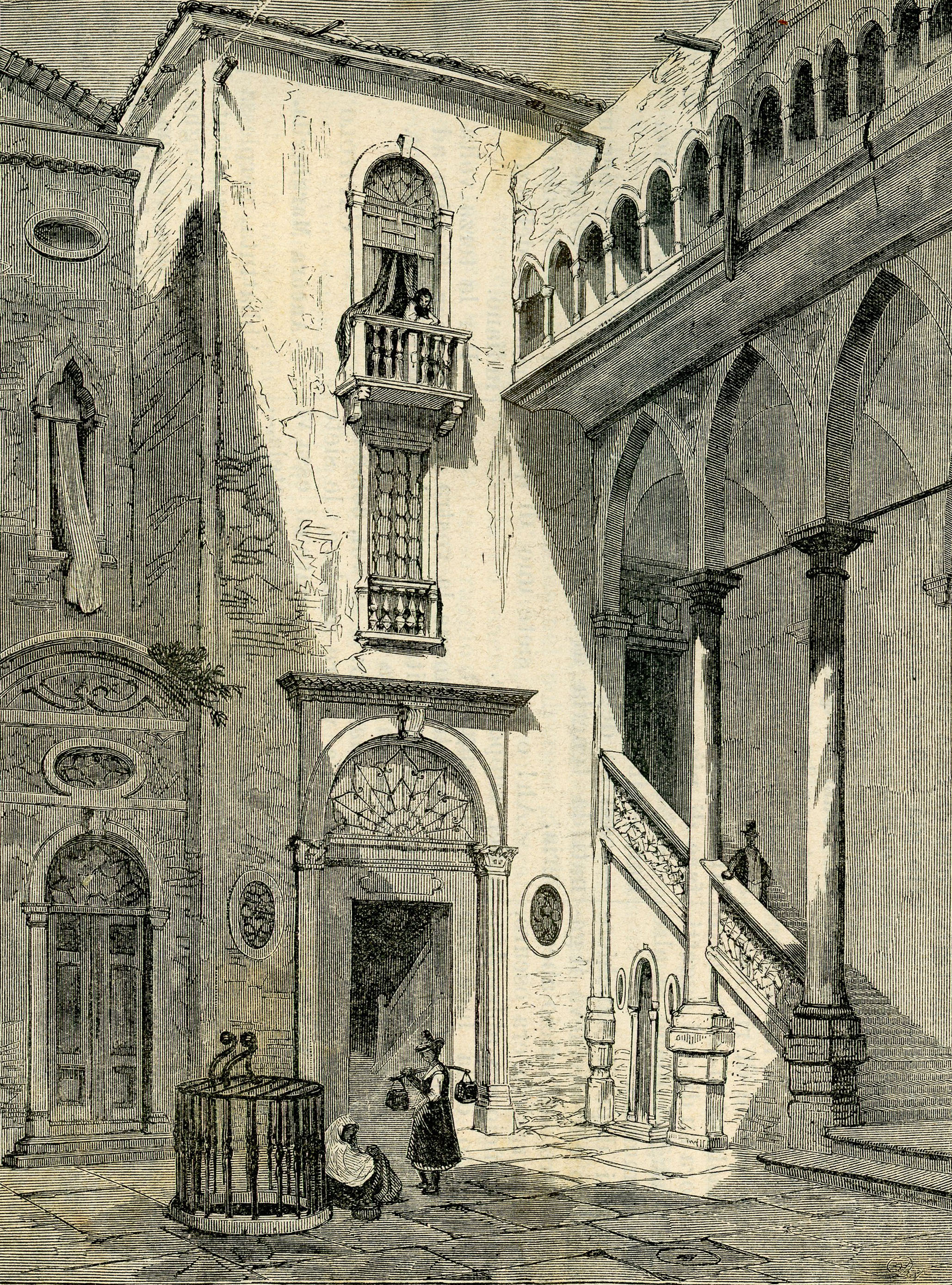
Gravure de la cour du Palais Da Mula

L'édifice présente une façade du Quinzième siècle, et l'ensemble est assez représentatif de l'art gothique vénitien.
Les chapiteaux de la loggia appartiennent à la période de la Renaissance, tandis que les boucliers avec des cimiers ont été sculptés vers le milieu du Seizième siècle; au palais est annexée une cour.
Le bâtiment est aujourd'hui le siège de la Municipalité de Venise-Murano-Burano, et abrite les bureaux de l'office du registre. Le rez-de-chaussée est utilisé pour de nombreuses activités culturelles.

## Images

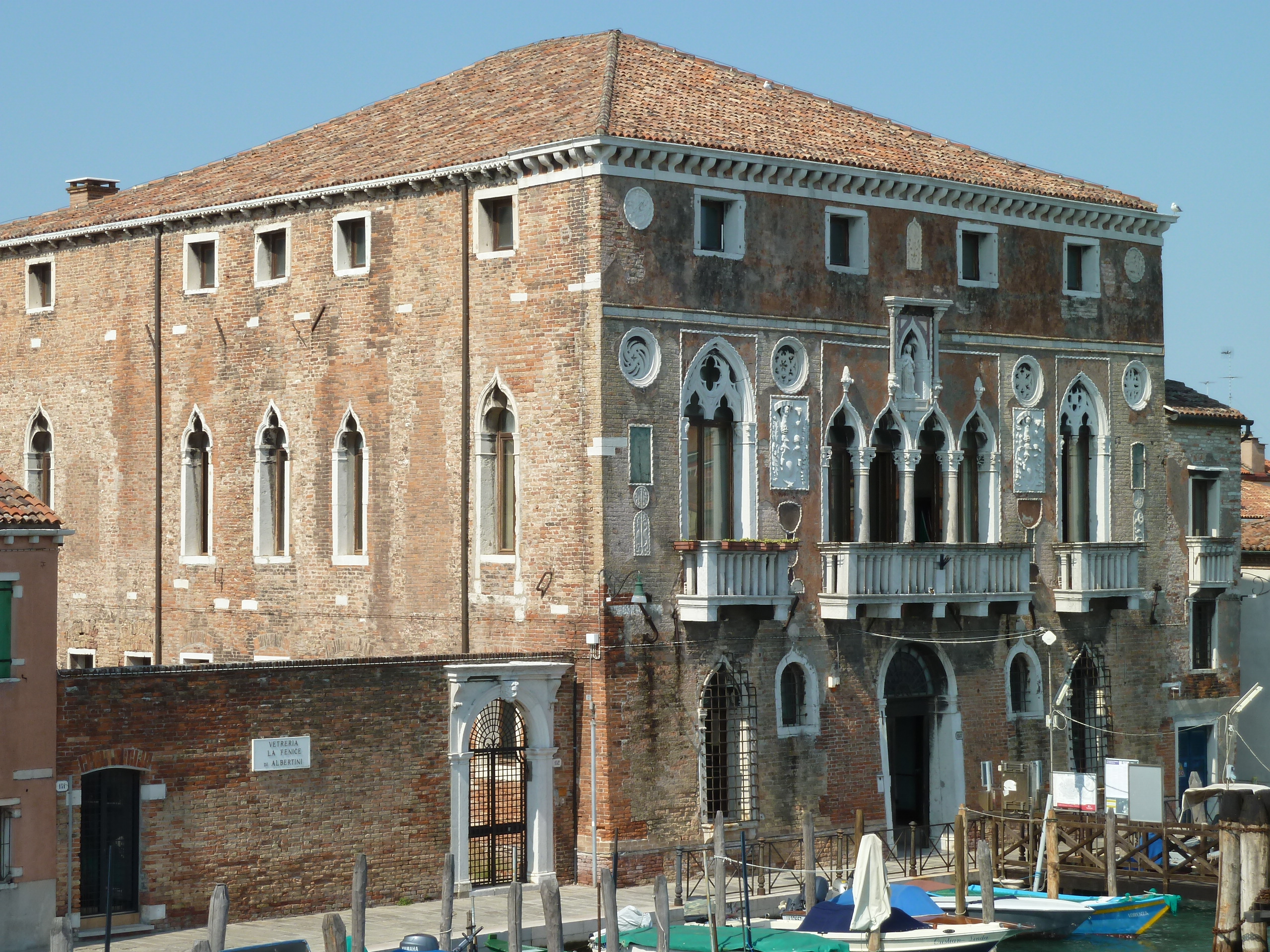
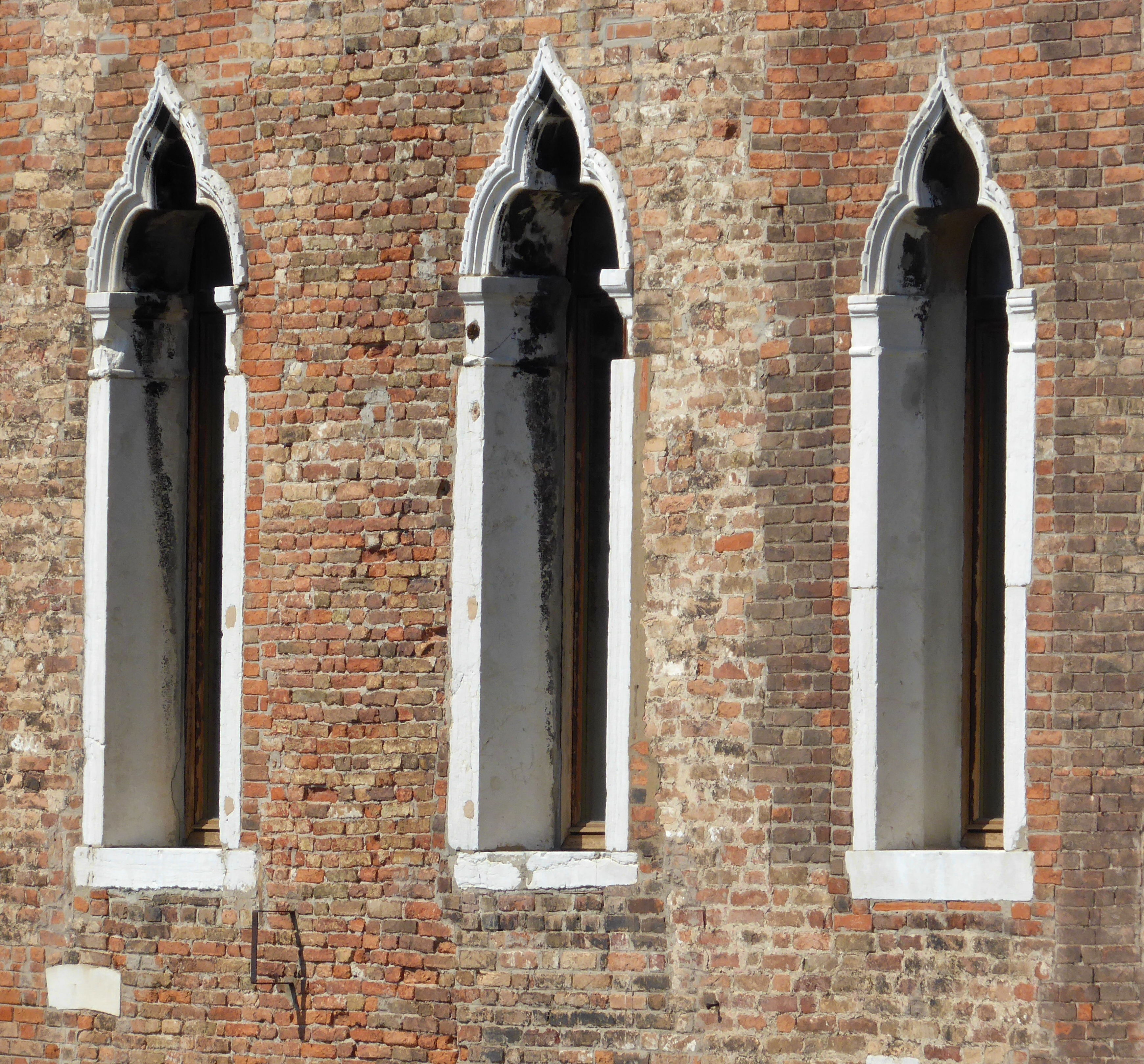
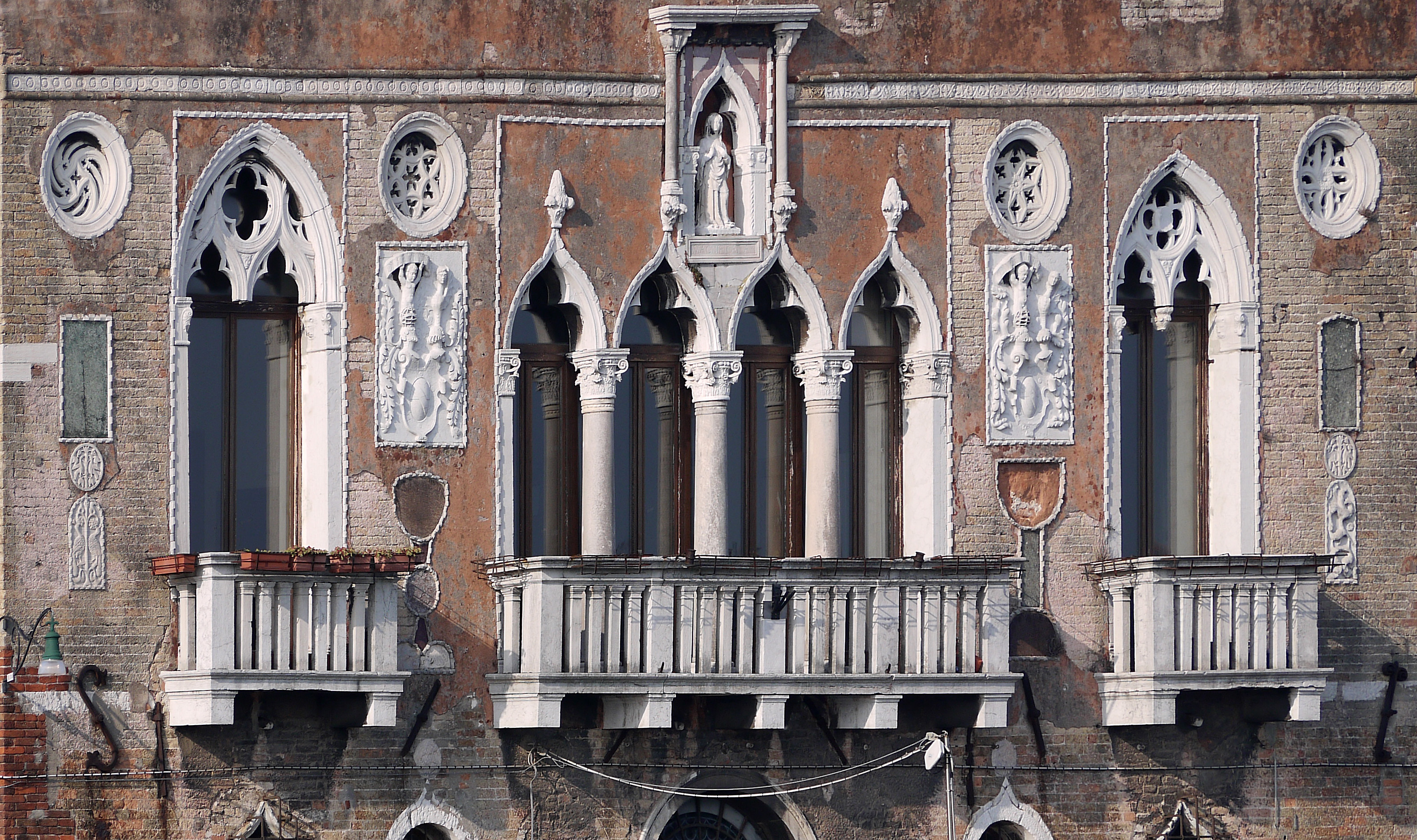
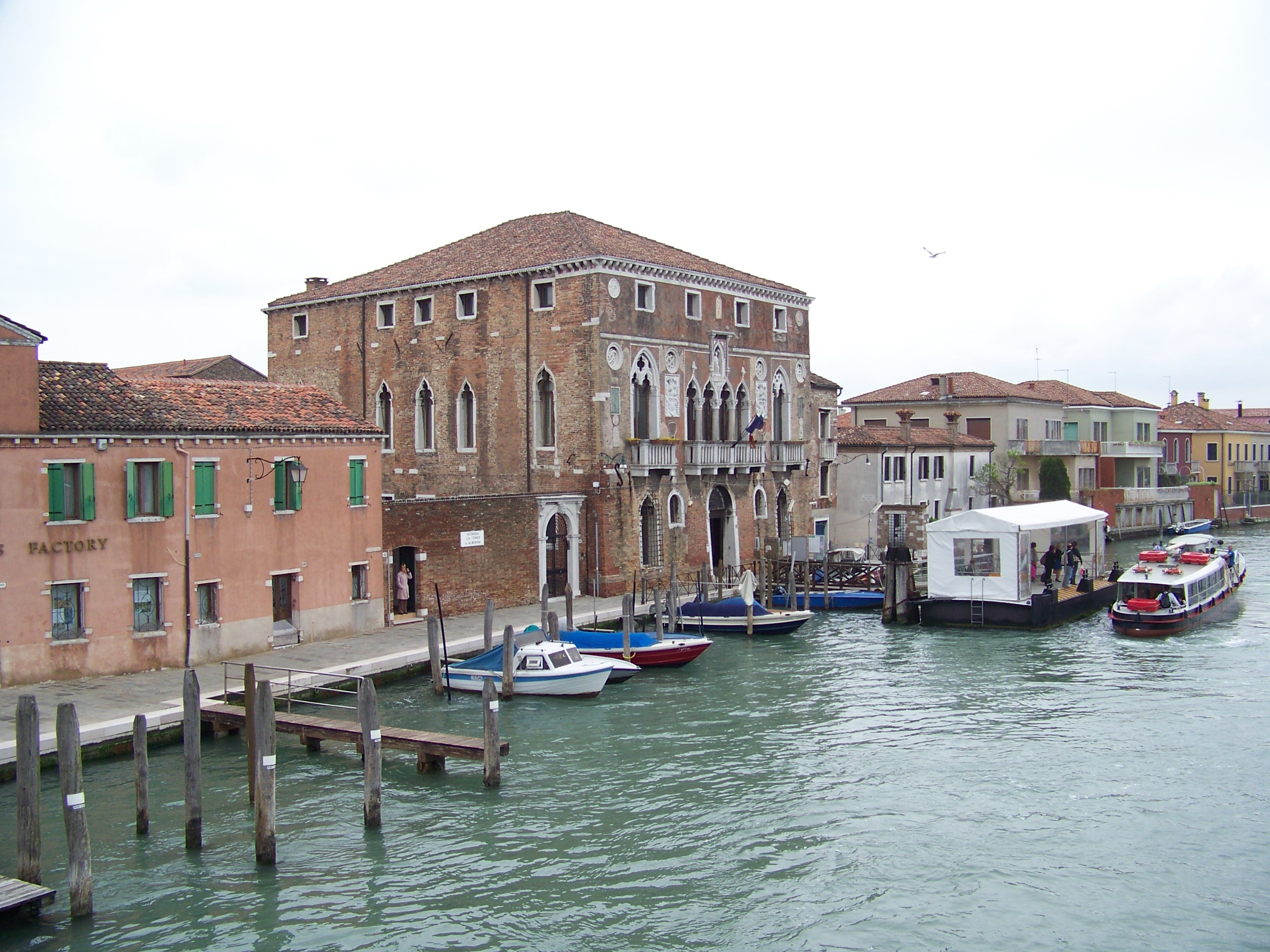